# إنوك كوفي أدو
إنوك كوفي أدو (بالإنجليزية: Enock Kofi Adu)‏ (مواليد 14 سبتمبر 1990 في كوماسي - غانا) لاعب كرة قدم غاني يلعب حاليا لصالح نادي الدرجة الأولى نيس الفرنسي منذ 2008 في مركز الوسط المحوري.

## روابط خارجية
- إنوك كوفي أدو على موقع الاتحاد الدولي (مؤرشف)  (الإنجليزية)
- إنوك كوفي أدو على موقع اتحاد النرويج (النرويجية)
- إنوك كوفي أدو على موقع اتحاد السويد (السويدية)
- إنوك كوفي أدو على موقع اتحاد تركيا (لاعب) (الإنجليزية)
- إنوك كوفي أدو على موقع قاعدة بيانات كرة القدم.إي يو (الإنجليزية)
- إنوك كوفي أدو على موقع ناشيونال فوتبول تيمز (الإنجليزية)
- إنوك كوفي أدو على موقع Soccerway.com (الإنجليزية)
- إنوك كوفي أدو على موقع عالم كرة القدم.نت (الإنجليزية)
- إنوك كوفي أدو على موقع كووورة
- إنوك كوفي أدو على موقع AS.com (الإسبانية)